# Route nationale 755
Die Route nationale 755, kurz N 755 oder RN 755, war eine französische Nationalstraße, die von 1933 bis 1973 zwischen Cugand und Saint-Michel-Mont-Mercure verlief. Ihre Länge betrug 42,5 Kilometer.